# The Empty Hearse
"The Empty Hearse" é o primeiro episódio da terceira temporada da série de televisão da BBC: Sherlock. Ele foi escrito por Mark Gatiss e estrela Benedict Cumberbatch como Sherlock Holmes, Martin Freeman como o Dr. John Watson, e Mark Gatiss como Mycroft Holmes. Também marca a primeira aparição de Amanda Abbington como Mary Morstan e Lars Mikkelsen como Charles Augustus Magnussen.
Inspirado no "The Adventure of the Empty House’’, de Sir Arthur Conan Doyle,  o episódio segue o retorno de Sherlock Holmes para Londres e o reencontro com John Watson, juntamente com uma rede subterrânea terrorista. O episódio foi transmitido pela primeira vez na BBC One e BBC One HD em 1.º de Janeiro de 2014. Ele ganhou uma audiência de 12,7 milhões de pessoas  e recebeu críticas positivas.

## Enredo
Dois anos após sua suposta morte, Sherlock Holmes foi completamente exonerado das caluniosas acusações contra ele originados por James Moriarty e secretamente retorna a Londres para ajudar seu irmão Mycroft descobrir um ataque terrorista iminente e enorme. Uma cena intercalado mostra uma versão de como Sherlock pode ter falsificado sua morte: saltando do telhado com um cabo de bungee, saltando para trás e entrar no edifício através de uma janela, deixando o corpo de Moriarty com uma máscara Sherlock para enganar John e outros espectadores, John foi hipnotizado por Derren Brown para dar tempo para que isso seja configurado. Esta versão dos acontecimentos é mostrado mais tarde a ser uma teoria da conspiração inventada por Philip Anderson , que se sente responsável pela morte de Sherlock.
John agora tem uma namorada, Mary Morstan (Amanda Abbington), a quem tenciona propor, em um restaurante. Neste ponto, Sherlock, disfarçado como um garçom francês, se aproxima do casal, mas não é imediatamente reconhecido por John. Quando Sherlock revela sua identidade, John ataca três vezes em três diferentes restaurantes. Quando John se recusa a aceitar suas explicações, Sherlock pede a Molly para ajudá-lo em seu próximo caso, o de um esqueleto atrás de uma mesa contendo um manuscrito: como eu fiz isso por Jack, o Estripador, revelou em direção ao final do episódio para ser uma pista falsa plantada por Anderson para atrair Sherlock fora do esconderijo. Mais tarde naquele dia, Mary recebe um texto em um código de salto (primeira e de três em três palavras) dizendo-lhe que John foi sequestrado por desconhecidos e vai morrer se ele não é resgatado no tempo, juntamente com uma localização codificada. Sherlock e Mary vão socorrê-lo em uma motocicleta e tentam a arrastá-lo para fora de uma fogueira acesa, no qual um "cara" (Guy Fawkes) estava prestes a ser queimado.
Sherlock é mostrado num vídeo por um funcionário do metrô de Londres, de um misterioso desaparecimento de um passageiro de um trem entre duas estações perto de Parlamento e depois identifica o passageiro como um membro da casa dos Lordes, Lord Moran, quem sabe para ser um agente estrangeiro e que também está agindo estranhamente. Ele percebe que não é apenas Moran que desapareceu mas um carro (vagão) inteiro do trem e deduz que o ataque será debaixo do Parlamento, que vai realizar uma audiência de noite em um novo projeto de lei antiterrorismo na noite de Guy Fawkes, 5 de novembro. Sherlock e John entram na estação abandonada perto do Parlamento, encontrando o transporte secretamente desviado. É equipado com explosivos para fazer uma bomba enorme. Sherlock consegue desarmar a bomba, rodando o interruptor, mas não antes de fazer Watson acreditar que a bomba não pode ser desativada, levando-o a dizer que John teria um futuro se ele não tivesse voltado e pede desculpas a John para morrer com ele, causando-lhe a entrar em pânico e revelar a Sherlock quanto ele faltou-lhe, para sua posterior vergonha.
Outra cena intercalada mostra Sherlock visitando Anderson e revelar como ele fingiu sua morte como parte de um plano para persuadir Moriarty de sua credibilidade perdida e a morte, permitindo-lhe dissolver com sucesso a rede Moriarty. Sherlock diz Anderson que ele e Mycroft tinham antecipado treze cenários possíveis que poderiam acontecer no telhado, e que, enquanto a exibição de John foi obstruída, membros da sua rede sem teto desenrolado um colchão inflável e levaram seus papéis como espectadores chocados e paramédicos. Com o auxílio de uma bola de squash debaixo do braço para parar temporariamente a sua pulsação, Sherlock convincentemente forjou sua própria morte. Anderson lança dúvidas sobre a veracidade desta versão dos acontecimentos, argumentando que isso iria ser quase impossível garantir John permaneceu exatamente onde queria Sherlock.
Moran é pego pela polícia e preso como ele deixa sua suíte no hotel. John pede a Sherlock quem raptou-o, e porque, responde a perguntas de qual Sherlock não tem nenhum ainda. Na cena final, um homem com óculos azul olhos é visto observando filmagens de Sherlock e Mary a salvando John do fogo.

### As filmagens

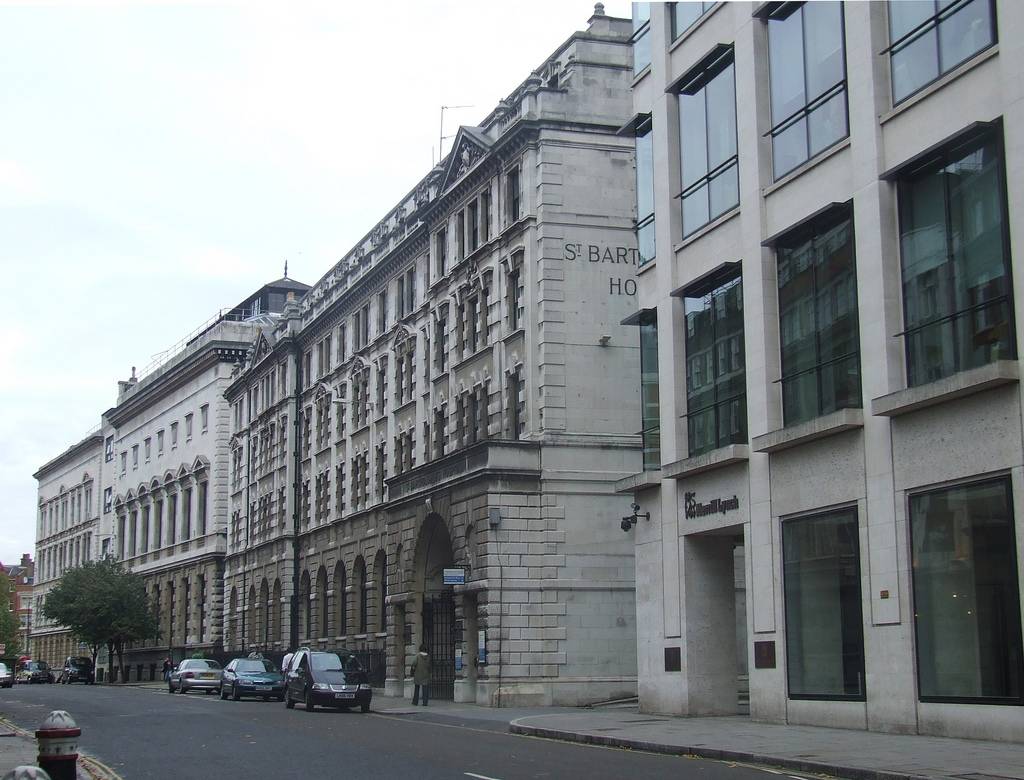
A resolução de como Holmes tinha falsificado a sua morte foi filmado em Abril de 2013, no Hospital St Bart (São Bartolomeu)